# Černigovska oblast
Černigovska oblast (ukrajinsko Чернігівська область, latinizirano: Černigivs'ka oblast'), pogovorno tudi Černigovščina (ukrajinsko Черні́гівщина, latinizirano: Černigivščyna), je oblast na severu Ukrajine. Njeno upravno središče je Černigov (ukrajinsko Чернігів – Černigiv).
Na vzhodu meji s Sumsko, na jugu s Poltavsko, na jugozahodu in zahodu s Kijevsko oblastjo, na severu pa ima državno mejo z Belorusijo in Rusijo. Znotraj Černigovske oblasti leži mesto Slavutič, ki pa ni njen del, temveč eksklavica Kijevske oblasti.
S 31 865 kvadratnimi kilometri je tretja največja izmed ukrajinskih oblasti, vendar tudi najredkeje poseljena. Od šestdesetih let dvajsetega stoletja se njeno prebivalstvo vztrajno zmanjšuje in se je zmanjšalo za več kot tretjino. Večina prebivalcev (93,5 % leta 2001) se opredeljuje za Ukrajince.

## Upravne delitve
Pred reformo julija 2020 se je oblast delila na 22 rajonov in štiri mesta oblastnega pomena, podrejena neposredno oblastni vladi.
Od oktobra 2020 oblast vsebuje pet rajonov:
| Rajon                   | Upravno središče  | Površina (km²) | Prebivalstvo (2021) | Št. gromad |
| ----------------------- | ----------------- | -------------- | ------------------- | ---------- |
| Korjukivski rajon       | Korjukivka        | 4578,7         | 88.329              | 5          |
| Nižinski rajon          | Nižin             | 7226,6         | 220.640             | 17         |
| Novgorod-Siverski rajon | Novgorod-Siverski | 4630,5         | 63.670              | 4          |
| Priluški rajon          | Priluki           | 5214,2         | 152.632             | 11         |
| Černigovski rajon       | Černigov          | 10249          | 451.430             | 20         |